# Lothar Schmid
Lothar Maximilian Schmid (* 10. Mai 1928 in Radebeul; † 18. Mai 2013 in Bamberg) war ein deutscher Verleger, Nahschach- und Fernschach-Großmeister sowie Schachschiedsrichter des Jahrhunderts.

## Leben
Aufgewachsen in der Villa seines Vaters in Alt-Radebeul, begann Lothar Schmid nach seiner Schulzeit ein Jura-Studium in Bamberg und übernahm nach dem Tod seines Vaters Euchar Albrecht Schmid 1951 zusammen mit seinen beiden Brüdern Joachim Schmid und Roland Schmid die Leitung des Karl-May-Verlages in Bamberg, den er nach dem Tod seiner Brüder und der Auflösung der Erbengemeinschaft von 2003 bis 2007 mit seinem Sohn Bernhard (* 1962) führte. 2007 zog er sich aus der Geschäftsführung zurück.
Am 18. Mai 2013 verstarb Lothar Schmid in Bamberg im Alter von 85 Jahren.

## Schachkarriere

### Nahschach
Mit etwa 13 Jahren wurde Lothar Schmid Mitglied im Schachklub Radebeul. Zwei Jahre später wurde er Stadtmeister von Dresden und Gaumeister von Sachsen. 1943 belegte er bei der Reichsmeisterschaft der Hitler-Jugend in Wien den geteilten zweiten Platz. 1947 gewann er die deutsche Jugendmeisterschaft und im gleichen Jahr die Meisterschaft der sowjetischen Besatzungszone im Titel-Stichkampf gegen Gerhard Pfeiffer. Diesen ersten Platz musste er sich 1949 nach dem Turnier in Großröhrsdorf mit Wolfgang Pietzsch teilen.
Schmid zog noch im Jahr 1947 nach Bamberg um, nahm 1948 erstmals an der deutschen Meisterschaft für Herren teil und belegte dabei den vierten Platz. Im Jahr 1950 gewann er im Finale gegen Walter Niephaus den zum ersten Mal ausgetragenen „Deutschen Schachpokal“. Für seinen Sieg beim Turnier in Zürich 1954 (vor Nievergelt und Euwe) wurde ihm nachträglich 1959 der Titel eines Großmeisters verliehen. Jeweils Zweiter wurde er 1955 in Frankfurt-Höchst hinter Klaus Darga und 1959 in Nürnberg hinter Wolfgang Unzicker bei den Deutschen Meisterschaften.
Als Verleger der Werke von Karl May konnte er sich dem Schach nie als Profi widmen. So musste er 1958 aus beruflichen Gründen auf die Teilnahme am Interzonenturnier in Jugoslawien verzichten.

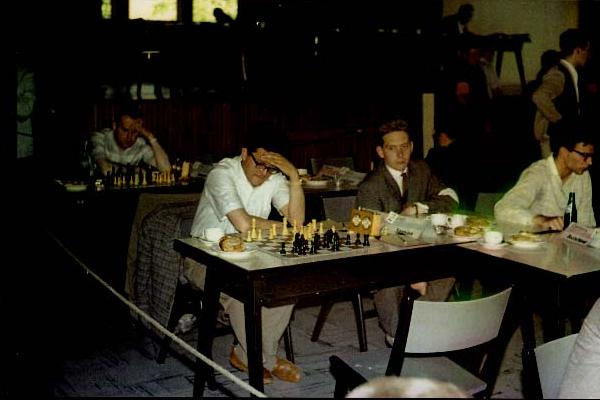
Lothar Schmid in Oberhausen bei der Europa-Mannschaftsmeisterschaft im Schach 1961

Er vertrat die Bundesrepublik Deutschland zwischen 1950 in Dubrovnik und 1974 in Nizza auf elf Schacholympiaden. Mit der Mannschaft gelangte er 1950 und 1964 auf den dritten Platz, in der Einzelwertung erreichte er 1950, 1952, 1968 und 1970 jeweils das zweitbeste Ergebnis am zweiten Brett. Außerdem nahm Schmid an den Endrunden der Mannschaftseuropameisterschaften 1957, 1961, 1965 und 1973 teil, insgesamt kam er auf 278 Einsätze in der Nationalmannschaft. Mit dem SC 1868 Bamberg wurde er 1966, 1976 und 1977 deutscher Mannschaftsmeister. 1979 errang er im jährlichen BBC-Fernsehturnier „The Master Game“ den 1. Platz vor Walter Browne, Viktor Kortschnoi, Vlastimil Hort, Robert Byrne und anderen. 1982 zog er sich im Alter von 54 Jahren vom Wettkampfschach zurück.
Vor Einführung der Elo-Zahlen betrug seine beste historische Elo-Zahl 2665. Diese erreichte er im Oktober 1970.
Der Aufbau 1. d2–d4 c7–c5 2. d4–d5 d7–d6 3. e2–e4 Sg8–f6 4. Sb1–c3 g7–g6 wurde als Schmid-Benoni bekannt.

### Fernschach
Schmid war auch als starker Fernschachspieler bekannt: Er gewann die erste deutsche Meisterschaft (1950 bis 1952 ausgespielt) und das Eduard-Dyckhoff-Gedenkturnier, das 1954 begann, mit dem Endergebnis von 14 aus 15 (+13 =2 −0) vor Spielern wie Albéric O’Kelly de Galway und Berthold Koch. Bei der von 1956 bis 1959 ausgetragenen zweiten Weltmeisterschaft belegte er den geteilten 2. Platz. Neben dem Großmeistertitel der FIDE trug er auch den Fernschachgroßmeistertitel der ICCF.

### Schiedsrichter

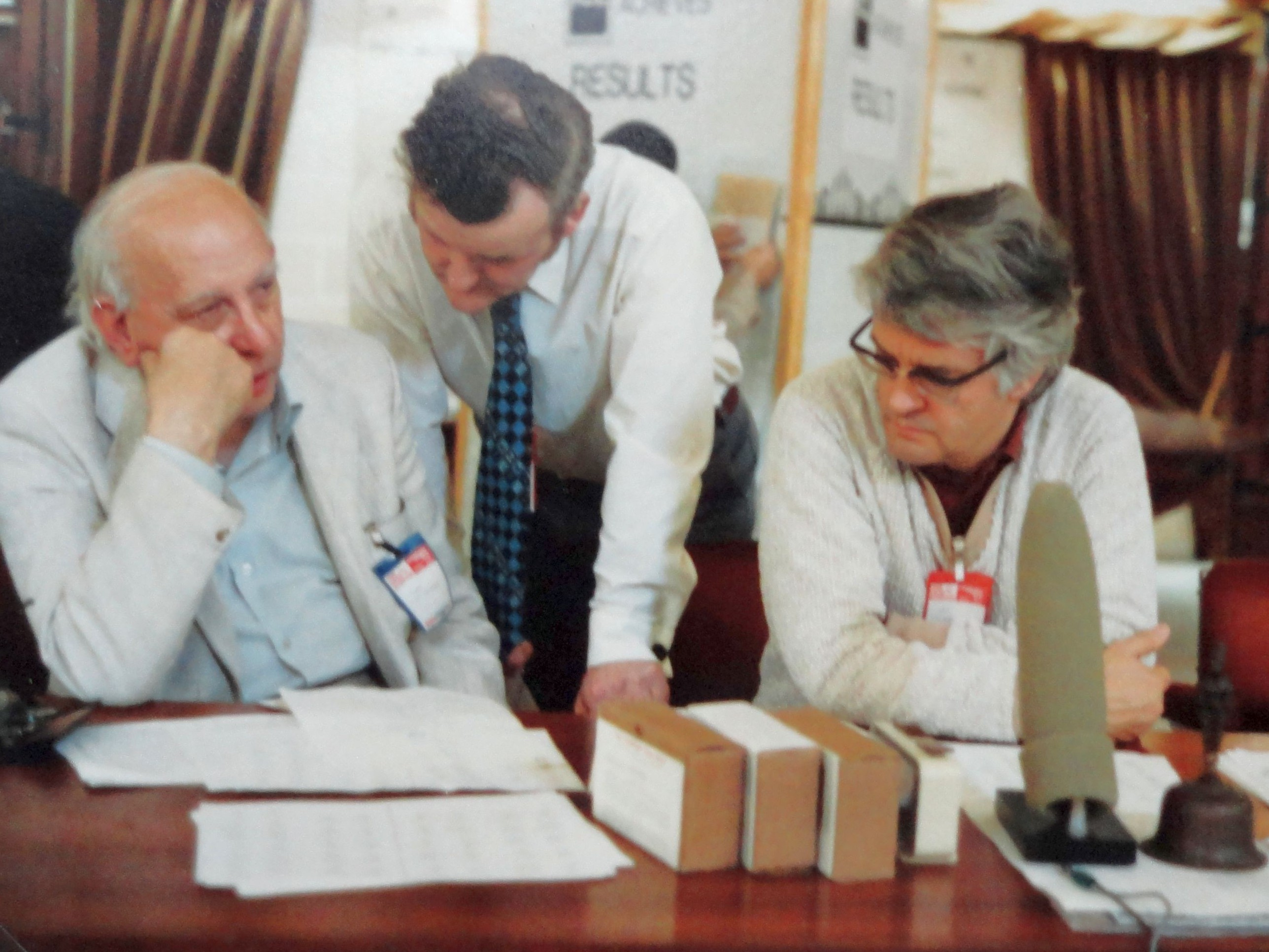
Lothar Schmid (rechts) und sein Team bei der Schacholympiade 1980

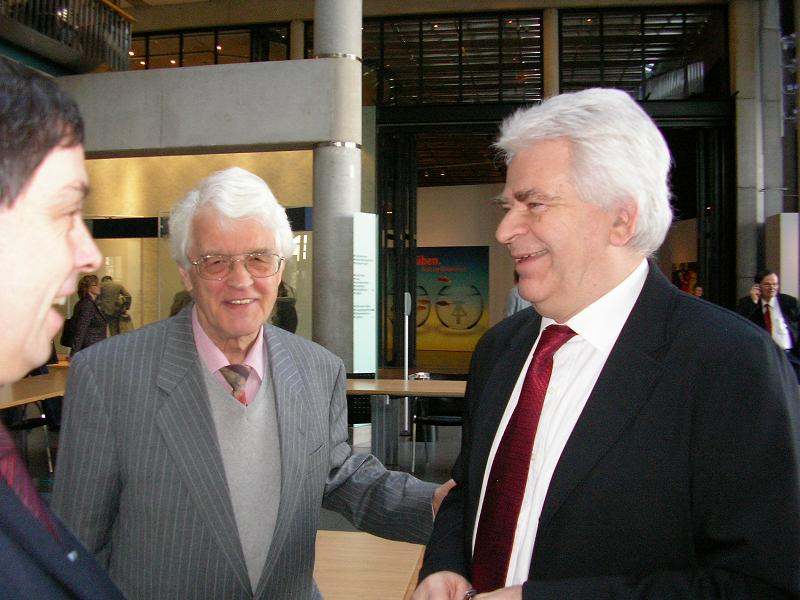
Schmid und Boris Spasski (rechts), Bonn 2007 im Haus der Geschichte

Der breiten Öffentlichkeit wurde er bekannt als Schiedsrichter des legendären Wettkampfes um die Schachweltmeisterschaft 1972 in Reykjavík zwischen dem sowjetischen Titelträger Boris Spasski und dessen US-amerikanischem Herausforderer Bobby Fischer, dem sogenannten Match des Jahrhunderts. Dieser Wettkampf wurde damals zum Kampf der politischen Systeme hochstilisiert. Nach Einschätzung von Schachhistorikern ist es dem umsichtigen Verhalten und diplomatischen Geschick von Lothar Schmid zu verdanken, dass der brisante, mehrmals vor dem Abbruch stehende Wettkampf trotz aller Spannungen ordnungsgemäß beendet werden konnte. Als es 1992 in Jugoslawien überraschend zu einem „Revanche-Wettkampf“ zwischen Fischer und Spasski kam, war Schmid erneut als Schiedsrichter mit von der Partie.
Schmid war außerdem bei den WM-Kämpfen Karpow–Kortschnoi (Baguio 1978) und Kasparow–Karpow (London/Leningrad 1986) sowie bei vielen anderen Top-Ereignissen als Schiedsrichter dabei.
Aufgrund seiner Verdienste als internationaler Schachschiedsrichter wurde Lothar Schmid zum Schachschiedsrichter des Jahrhunderts gewählt. Die Auszeichnung wurde ihm 2005 im Rahmen der Jugend-Schacholympiade in Novi Sad im Beisein des ehemaligen Weltmeisters Anatoli Karpow verliehen.

### Schachbibliothek
Schmid besaß bis zu seinem Tod eine Sammlung von über 50.000 Schachpublikationen, die wohl die größte in Deutschland und weltweit die bedeutendste Privatsammlung von Schachliteratur war.

## Auszeichnungen
- 1969: Goldene Ehrennadel des Deutschen Schachbundes[11]
- 1970: Silbernes Lorbeerblatt[11]
- 1993: Verdienstkreuz am Bande für seine Verdienste für das deutsche Schach
- 2002: Ehrenmitglied der FIDE
- 2003: Ehrenmitglied des Deutschen Schachbundes[11]
- 2005: Schachschiedsrichter des Jahrhunderts